# Martina Sahler
Martina Sahler, née en 1963 à Leverkusen, est une femme de lettres allemande. Elle a publié sous son propre nom et sous les noms de plume Lena Beckmann et Enie van Aanthuis. Elle a également écrit anonymement des livres parus sous d'autres signatures.

## Biographie
Après une scolarité à Leverkusen achevée en 1982, Martine Sahler travaille comme reporter pour le Kölnische Rundschau et fait les études d'allemand et d'anglais et langues scandinaves à Cologne. Elle commence sa vie professionnelle par un stage dans le groupe d'édition Bastei-Verlag Gustav H. Lübbe (en), avant de travailler pour la maison d'édition en Pays de Berg jusqu'en 1990 en tant que lectrice permanente. Depuis, elle est lectrice et écrivaine indépendante.
Elle écrit des livres pour la jeunesse et des romans historiques pour divers éditeurs (Thienemann, Carlsen, Weltbild, Knaur, List, etc.). Le tirage total de ses romans depuis 1996 est de plus de 700 000. Ils ont été traduits notamment en italien, en néerlandais. et en polonais. 
Elle a obtenu en 2015 le prix d'argent HOMER-Literaturpreis pour son roman Weiße Nächte, weites Land (Nuits blanches, vaste pays).
Elle est membre des BücherFrauen (de) et modératrice du forum des auteurs de Montségur (de).
Martina Sahler est mariée et mère de deux enfants. Elle vit dans le Pays de Berg non loin de Cologne.